# Koszti András
Koszti András magyar vidékfejlesztési agrármérnök, vállalkozó, politikus; 2014. október 12. és 2019. október 13. között Velence polgármestere.

## Életrajz

### Tanulmányai
Vidékfejlesztési agrármérnöki diplomával rendelkezik.

### Politikai pályafutása
2011-ben választották a Fidesz – Magyar Polgári Szövetség helyi elnökévé.
2014. október 12-én Velence polgármesterének választották, ahol a Fidesz – Magyar Polgári Szövetség és a KDNP közös jelöltjeként nyerte meg a választást.
2017. június 16-án a Balatonfüreden megrendezésre került Városi Polgármesterek Randevúja nevezetű eseményen megkapta Az Év Polgármestere díjat.
Indult a 2019. október 13-án megrendezésre került önkormányzati választáson is a Fidesz-KDNP pártszövetség jelöltjeként, de mintegy 200 szavazatnyi különbséggel alulmaradt Gerhard Ákossal, a Regélő Hagyományőrző Egyesület jelöltjével szemben.

## Magánélete
Házas, vannak gyermekei. 2004-ben költözött Budapestről Velence Újtelep városrészére.